# Гамбит Петрова
Гамбит Петрова — разновидность принятого королевского гамбита в шахматах, начинающаяся ходами: 

1. e2-e4 e7-e5 
2. f2-f4 e5:f4 
3. Cf1-e2
Относится к открытым дебютам.

## История
Продолжение предложено известным русским шахматистом Александром Дмитриевичем Петровым в середине 40-х годов XIX века.

## Основные идеи

### Известность благодаря первоапрельской шутке
В 2012 году на сайте chessbase.com была опубликована информация, что, используя программу Rybka на рабочей станции IBM POWER 7 с 2800 ядрами, Васик Райлих просчитал основную часть дерева королевского гамбита. Были рассчитаны исходы вариантов развития шахматной партии с ограничением оценки ±5.12 (то есть не рассчитывались очень проигрышные и очень выигрышные окончания). В результате был сделан вывод, что в случае принятия чёрными жертвы на f4 у белых остаётся единственный ход, который ведёт к ничьей (в случае идеальной игры с обеих сторон) — Гамбит Петрова 3. Сe2. Позже сайт сообщил, что это была всего лишь первоапрельская шутка, которая всё же привлекла внимание к этому варианту.

## Варианты
3. …d7-d5 4. e4:d5 Kg8-f6 5.Kg1-f3

3. …Cf8-e7

3. …Kb8-c6

3. …f7-f5

## Примерная партия
Тартаковер — Капабланка, Нью-Йорк, 1924
1. e2-e4 e7-e5 2. f2-f4 e5:f4 3. Cf1-e2 d7-d5 4. e4:d5 Kg8-f6 5. c2-c4 c7-c6 6. d2-d4 Cf8-b4+ 7. Крe1-f1 c6:d5 8. Cc1:f4 d5:c4 9. Cf4:b8 Kf6-d5